# Realizator dźwięku

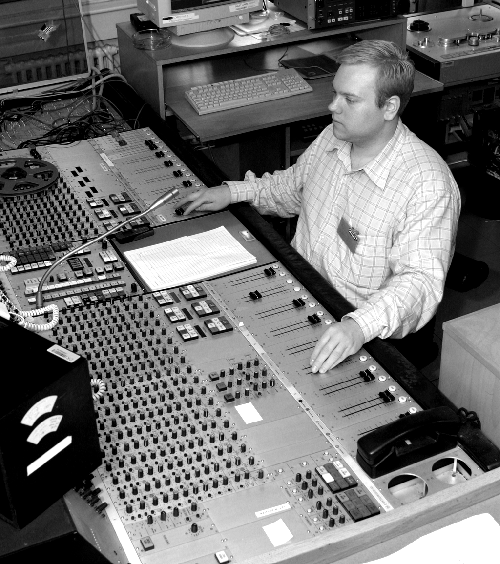
Realizator dźwięku przy konsoli.

Realizator dźwięku – osoba zajmująca się realizacją strony elektroakustycznej lub postprodukcją przedsięwzięcia związanego z dźwiękiem, zapewniająca właściwe jego parametry techniczne i estetyczne, czyli np. miksowaniem dźwięków w całość, nagrywaniem, obróbką i rekonstrukcją dźwięku, masteringiem, montażem, nagłaśnianiem itp.
Realizator dźwięku pracuje na urządzeniach takich jak stół mikserski, komputer wyposażony w system nieliniowego montażu (ang. DAW), korektory, procesory sygnałowe itp. Jest odpowiedzialny za podłączenie różnych przetworników elektroakustycznych oraz sprzętu elektronicznego (nagrywającego lub nagłaśniającego), aby ze sobą współpracowały.
Inne stosowane potocznie terminy w odniesieniu do realizatorów nagłośnień to „akustyk” i „nagłaśniacz”.

## Zawody pokrewne
Zawód pokrewny z reżyserem dźwięku, lecz niewymagający tak kompleksowej wiedzy z zakresu teorii muzyki, czytania partytur, instrumentoznawstwa i akustyki. Współcześnie, przy sesjach muzyki pop, najczęściej funkcję nadzoru merytorycznego reżysera dźwięku pełni producent muzyczny, a technicznego właśnie realizator dźwięku.
Realizatorzy dźwięku najczęściej pracują w studiach nagrań, radio, telewizji, teatrze i na estradzie. Obecnie w związku z powszechną dostępnością komputerów funkcję tę podczas sesji nagraniowych (zwłaszcza niskobudżetowych) często wykonują producenci muzyczni i sami muzycy. Również odwrotnie – realizatorzy dźwięku czasem stają się producentami.
Zawód polegający na nagrywaniu dźwięku na planie filmowym lub pracy z kamerą telewizyjną (ang. ENG) to dźwiękowiec.